# Eublemma tomentalis
Eublemma tomentalis là một loài bướm đêm trong họ Erebidae.